# 8898 Ліннея
8898 Лінне́я (8898 Linnaea) — астероїд головного поясу, відкритий 29 вересня 1995 року. Названий на честь рослини ліннеї північної, яку, в свою чергу, назвали на честь відомого шведського натураліста Карла Ліннея.
Тіссеранів параметр щодо Юпітера — 3,478.